# Bowlen op de wereldspelen 2022
Bowlen stond op het programma van de Wereldspelen 2022 in het Amerikaanse Birmingham (Alabama).
De Wereldspelen vonden plaats van 7 tot en met 17 juli 2022, het bowlen vond plaats van 8 tot en met 11 juli.

## Onderdelen
Mannen
| Evenement   | Goud                                            | Zilver                              | Brons                                    |
| ----------- | ----------------------------------------------- | ----------------------------------- | ---------------------------------------- |
| Individueel | Sam Cooley                                      | Jaroslav Lorenc                     | Graham Fach                              |
| Dubbels     | Denemarken Jesper Agerbo Dan Östergaard-Poulsen | Canada Graham Fach Darren Alexander | Zuid-Korea Kim Dong-hyeon Park Dong-hyun |

Vrouwen
| Evenement   | Goud                                      | Zilver                                      | Brons                                       |
| ----------- | ----------------------------------------- | ------------------------------------------- | ------------------------------------------- |
| Individueel | Shannon O'Keefe                           | Clara Guerrero                              | Jenny Wegner                                |
| Dubbels     | Denemarken Mika Guldbaek Mai Ginge Jensen | Verenigde Staten Shannon O'Keefe Julia Bond | Maleisië Li Jane Sin Natasha Mohamed Roslan |

## Medaillespiegel
| Rang   | Land             | Goud | Zilver | Brons | Totaal |
| ------ | ---------------- | ---- | ------ | ----- | ------ |
| 1      | Denemarken       | 2    | 0      | 0     | 2      |
| 2      | Verenigde Staten | 1    | 1      | 0     | 2      |
| 3      | Australië        | 1    | 0      | 0     | 1      |
| 4      | Canada           | 0    | 1      | 1     | 2      |
| 5      | Colombia         | 0    | 1      | 0     | 1      |
| 5      | Tsjechië         | 0    | 1      | 0     | 1      |
| 7      | Maleisië         | 0    | 0      | 1     | 1      |
| 7      | Zuid-Korea       | 0    | 0      | 1     | 1      |
| 7      | Zweden           | 0    | 0      | 1     | 1      |
| Totaal | Totaal           | 4    | 4      | 4     | 12     |

1981 Santa Clara · 
1985 Londen · 
1989 Karlsruhe · 
1993 Den Haag · 
1997 Lahti · 
2001 Akita · 
2005 Duisburg · 
2009 Kaohsiung · 
2013 Cali · 
2017 Wrocław · 
2022 Birmingham